# Diriomo
Diriomo es un municipio del departamento de Granada en la República de Nicaragua.

## Toponimia
Diriomo es un topónimo de origen mangue que significa Lugar más empedrado del bosque.

## Geografía
El término municipal limita al norte con el municipio de Diriá, al sur con el de Nandaime, al este con el municipio de Granada y al oeste con el municipio de Diriá. La cabecera municipal está ubicada a 48 kilómetros de la capital de Managua.
La geografía del municipio no posee ni ríos, ni montañas de gran importancia debido a que se encuentra en la parte baja de la meseta de los pueblos. La mayor parte del territorio es plano y por él pasa la microcuenca de las mesetas, circulan en el invierno las aguas fluviales originarias de los municipios de arriba, la cual causa grandes daños a las tierras de los campesinos provocando la lixiviación o erosión de los suelos.

## Historia
El municipio de Diriomo fue poblado por las tribus Caribies o Quiribies, llamados posteriormente Chontales o Chorotegas, cuya voz en idioma náhuatl significa extranjeros. De estas tribus proviene Diriangén que fue el cacique de la región de La Manquesa que comprendía Diriamba, Diriomo, Diriá, Niquinohomo y Catarina. 
El término Dirianes, no corresponde al nombre de la tribu, sino al de la región de su asiento, pues significa precisamente "Pobladores o vecinos de las colinas o alturas".
No se conoce de ley de creación municipal de Diriomo, debido sin duda alguna a la antigüedad de su población, desde la época colonial.
Fue recibido los derechos de ciudad en 1979.

## Demografía
Diriomo tiene una población actual de 34,381 habitantes. De la población total, el 49.8% son hombres y el 50.2% son mujeres. Casi el 49.3% de la población vive en la zona urbana.

## Naturaleza y clima
El clima en el municipio se encuentra solo con dos estaciones el año, invierno que va de mayo a octubre y verano que va de noviembre a abril. La Precipitación anual oscila entre las 1200 y 1400 mm. La temperatura varía entre los 27 a 27,5 °C, por lo que el clima de sabana tropical se puede denominar semi-húmedo. Existe una variante del clima en la cumbre del volcán Mombacho, además de que existen áreas protegidas donde se albergan algunas especies que son únicas en el país.

## Localidades
El casco urbano del municipio cuenta con cuatro barrios, tres repartos y las siguientes 25 comunidades rurales: Veracruz, Santa Elena, La Fuente, San Antonio, Caña de Castilla, El Coyolar, Los Jirones, Guapinol, La Concepción, El Rodeo, Poste Rojo, Guanacaste, El Pochotillo, La Escoba, Monte Verde, San Caralampio, La Granadilla, Pila Volteada, El Pencal, EL Manguito, San Diego, Miravalle, El Arroyo # 3, Playas Verdes y Palo Quemado.

## Economía
La principal actividad económica del municipio es la producción agrícola, esto es por la fertilidad del suelo, a esto se agrega la tenencia de la tierra, que está bien distribuida para la agricultura. Los principales cultivos son: arroz, frijol, maíz y otros cultivos no tradicionales entre ellos tenemos: piña, pitahaya, granadillas o chayotes.

## Cultura

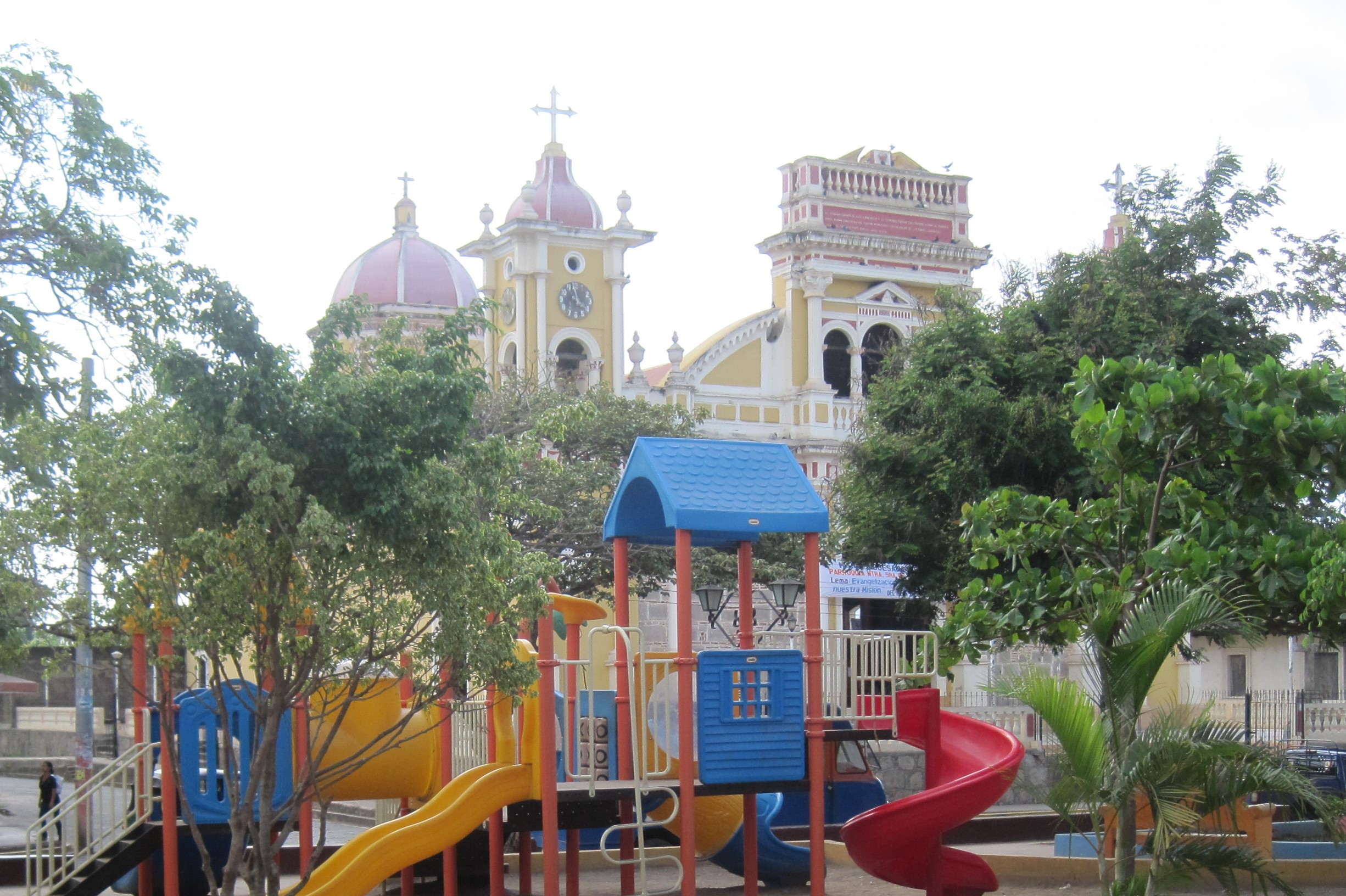
Parque central y el templo parroquial

Diriomo posee una joya arquitectónica en su templo parroquial cuyo frente está construido en piedra sólida, en su interior alberga una bellísima colección de imágenes de santos y reliquias religiosas; así como admirables decoraciones en sus paredes. 
Las fiestas patronales se celebran el día 2 de febrero de cada año en honor a la Virgen de Candelaria, donde concurren paseantes de diferentes partes del país y extranjeros que gozan de los agradables y pintorescos encantos durante la celebración de dichas fiestas. Las promesantes o patronas regalan cajetas, rosquillas de maíz, chicha bruja y es posible observar los diferentes bailes típicos como el baile de las Inditas, los diablitos o
de las negras.